# Hugo Ball
Hugo Ball (Pirmasens, 22 de fevereiro de 1886 — Collina d'Oro, 14 de setembro de 1927) foi um poeta, escritor e filósofo alemão. Foi um dos principais artistas do Dadaísmo e escreveu o Manifesto Dadaísta, sendo considerado por muitos teóricos o inventor da poesia fonética.

## Biografia
Com 24 anos, Hugo Ball ingressou no Max Reinhardt School of Dramatic Art, estava empregado como director de cena no Munich Chamber Theater e ainda colaborava na revista ”Porn”.
No “Café dês Westens” em Berlim, Ball juntava-se com um grupo de poetas para discutir ideias.
Após o início da Primeira Grande Guerra, ele e sua mulher Emmy Hennings, emigraram para a Suíça. Ball empregou-se como pianista e Emmy Hennings como declamadora.
Em Fevereiro de 1916, Hugo Ball foi o fundador do Cabaret Voltaire na Spiegelgasse em Zurique, onde conheceu vários artistas como Hans Arp, Marcel Janco e Tristan Tzara, liderando o movimento dadaísta nesta cidade até 1917.
O seu objectivo era o de mostrar ao mundo que existiam pessoas com ideais diferentes dos da sociedade em geral. O filósofo e romancista protestou “contra o humilhante facto de haver uma guerra no século XX”, fazendo-o questionar-se acerca dos valores tradicionais.

## A arte
Uma marca indiscutível deste artista são os poemas sonoros (poemas sem palavras), tais como "Birimbalbalball" e "Karawane" (1917), poema em alemão com palavras sem sentido, metáfora da insignificância do homem frente à barbárie. Sua poesia interagia com um novo formato de teatro, a Surrealismo, da qual foi um precursor.
A sua obra é constituída, nomeadamente, por “Tenderenda, der Phantast” (romance não publicado escrito no período dada), “Cristicism of German Intelligence”, 1919 (análise do estado de espírito do povo alemão) e por “Flucht aus der Zeit” (excertos do seu diário do período dadaísta).